# Georg Hellat

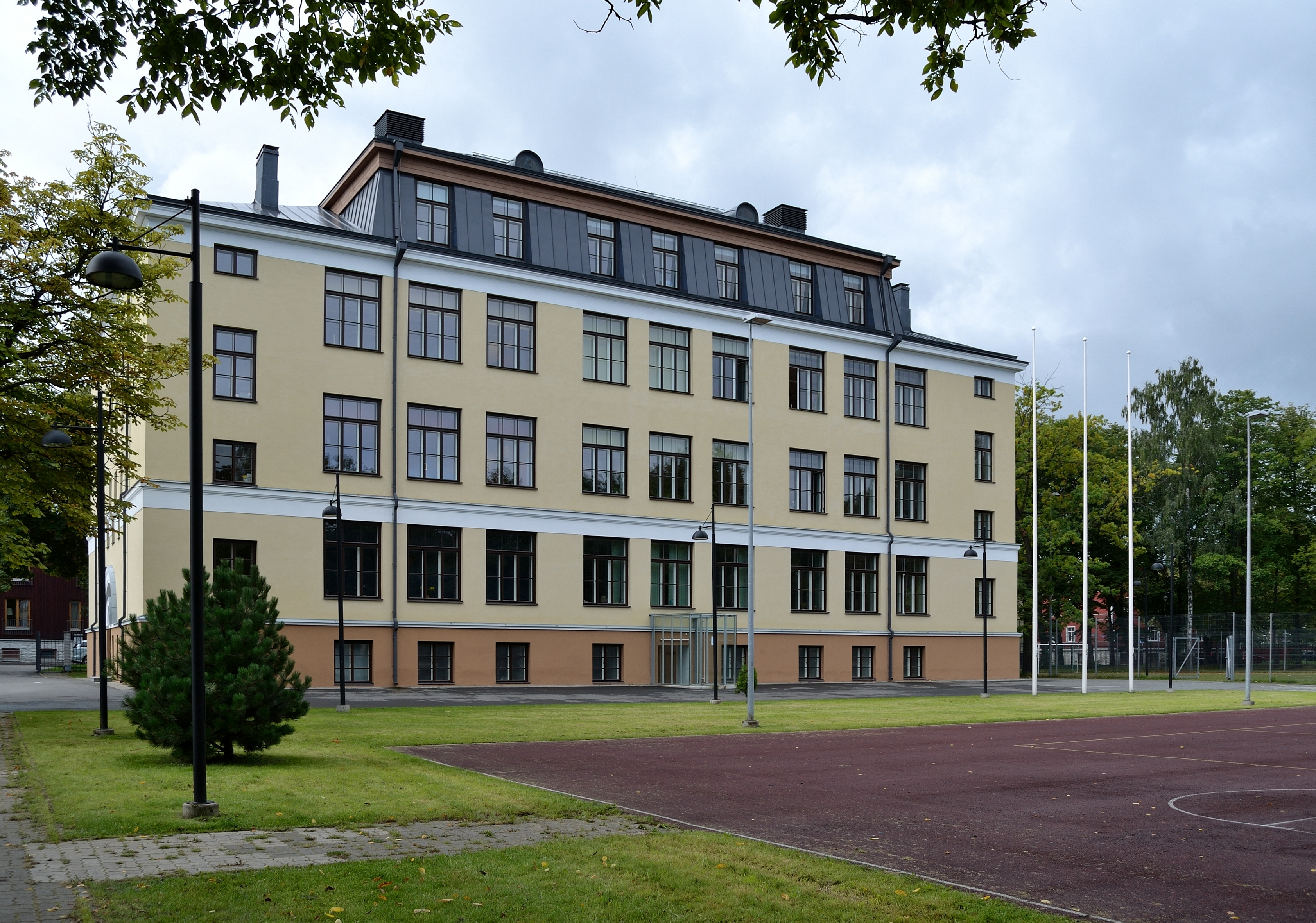
Kalamaja grundskola i Tallinn, 1913

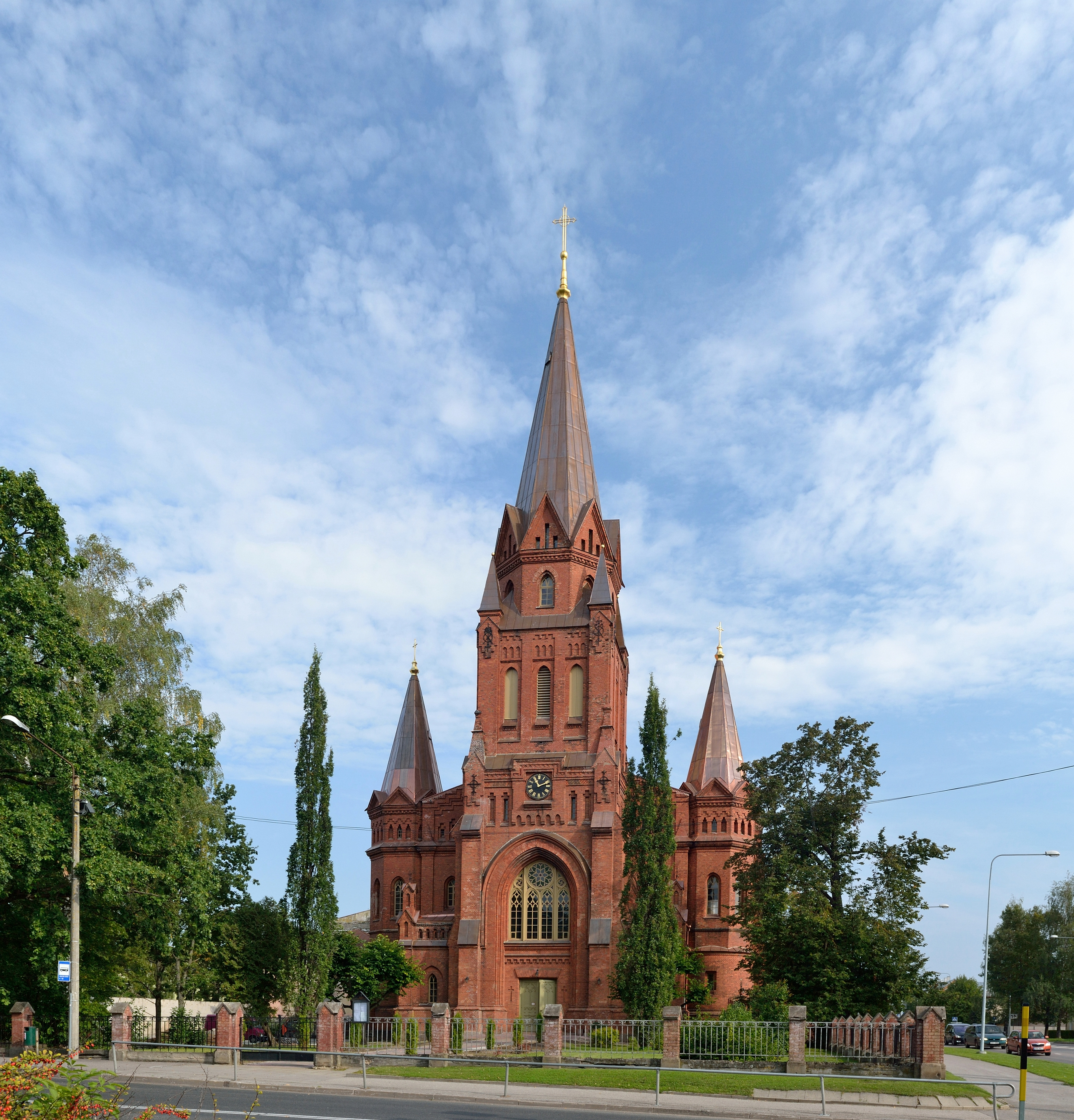
Sankt Peters kyrka i Tartu

Georg Hellat, född 4 mars 1870 i Puka i dåvarande Ryssland, död 28 augusti 1943 i Tallinn i Estland, var en estländsk arkitekt.
Georg Hellat utbildade sig till arkitekt på Institutet för civilingenjörer i Sankt Petersburg i Ryssland med examen 1900. Han betraktas som den första utbildade arkitekten i Estland. Han arbetade som ingenjör i staden Mahiljoŭ i nuvarande Vitryssland och Livland och var Tallinns stadsarkitekt 1913–1915.
Han ritade 1902 Estniska Studentunionens byggnad i Tartu, vilken anses vara den första byggnaden av den så kallade "estniska nationella stilen". I Tallinn ritade han bland andra Kalamaja grundskola i Kalamaja, en på sin tid mycket modern byggnad med centralvärme, ljusa klassrum, gymnastiksal och duschrum.
Georg Hellat var gift med Ludmilla Hellat-Lemba (1879–1945), som var operasångare och lärare. 

## Verk i urval
- Estniska Studentunionens hus i Tartu, tillsammans med Karl Menning, 1902
- Säde kultur- och kontorshus, från 1955 Valga Museum, 1911
- Kalamaja grundskola vid Vabriku 18 i stadsdelen Kalamaja i Tallinn
- Sankt Peters kyrka i Tartu, tillsammans med Viktor Johann Gottlieb Schroter.